# Трач Василь Никифорович
Василь Никифорович Трач (22 березня 1922, Київ — 1994) — український зоолог і паразитолог, фахівець з нематод, доктор біологічних наук (1975). Автор понад 80 публікацій, зокрема 2 монографій.

## Життєпис
Брав участь у Другій світовій війні, нагороджений Орденом Слави 3-го сутпіня та медалями. Після війни, у 1945 році, поступив у Київський ветеринарний інститут (зараз Ветеринарний факультет Національного університету біоресурсів і природокористування України), який закінчив у 1950 році. 1951 року вступив до аспірантури в Інститут зоології АН СРСР. У 1954 році захистив кандидатську дисертацію на тему «Фауна, біологія і шляхи ліквідації стронгілят овець на території Київського Полісся». 1975 року захистив також докторську дисертацію на тему «Порівняльна морфологія, систематика і еколого-фауністична характеристика стронгілят домашніх жуйних тварин». У 1978—1982 роках завідував відділом гельмінтології Інституту зоології та протягом 1982—1986 років — відділом паразитології цієї ж установи.

## Монографії
- Трач В. Н. Паразитические личинки стронгилят домашних жвачных животных. — Киев: Наукова думка, 1982. — 128 с.
- Трач В. Н. Эколого-фаунистическая характеристика половозрелых стронгилят домашних жвачных Украины. — Киев: Наукова думка, 1986. — 216 с.